# Cenberht
Cenberht (auch Coenbyrht, Cenbriht, Cenbryht, Coenbryht, Kenbriht; † 661) war seit den 640er Jahren bis 661 ein König oder Unterkönig der Gewissæ, einer Volksgruppe, die im späten 7. Jahrhundert als „Westsachsen“ das angelsächsische Königreich Wessex bildete.

## Leben
Cenberhts Vater war Cadda (auch Cada, Ceadda) aus dem Haus Wessex. Der Name seiner Mutter ist unbekannt. Der keltische Name seines Sohnes Caedwalla (685–688), der später ebenfalls König von Wessex wurde, deutet an, dass er mit einer britischen Prinzessin verheiratet war. Sein zweiter Sohn Mul (686–687) war kurzzeitig König von Kent.
Im Jahr 645 überfiel Penda von Mercia die Gewissæ. König Cenwalh, ein Verwandter Cenberhts, floh an den Hof König Annas von East Anglia, der ebenfalls mit Penda verfeindet war. Wer die Herrschaft über das Königreich ausübte, ist unbekannt. Möglicherweise regierte Cenberht während Cenwalhs Exils. 648 gelangte Cenwalh unter unbekannten Umständen wieder an die Macht. Cuthred erhob vermutlich ebenfalls Ansprüche auf den Thron. Cenwalh übertrug Cuthred im Jahr 648 riesige Ländereien von 3.000 hidas bei Ashdown in Berkshire, einem zwischen den Gewissæ und Mercia umstrittenen Gebiet. Cuthred und auch Cenberht scheinen subreguli („Unterkönige“) gewesen zu sein. König Wulfhere von Mercia fiel 661 in Wessex ein. Cenwalh stellte sich bei Posentesbyrg (Lage unbekannt) zur Schlacht. Von Wulfhere verfolgt musste er sich aber bis Ashdown in Berkshire zurückziehen. Cuthred und Cenberht starben im selben Jahr.